# Trages
Trages ist ein Ortsteil der sächsischen Stadt Kitzscher im Landkreis Leipzig. Er wurde am 1. Juli 1976 nach Hainichen eingemeindet, mit dem er am 1. Januar 1998 zur Stadt Kitzscher kam.

## Geographie

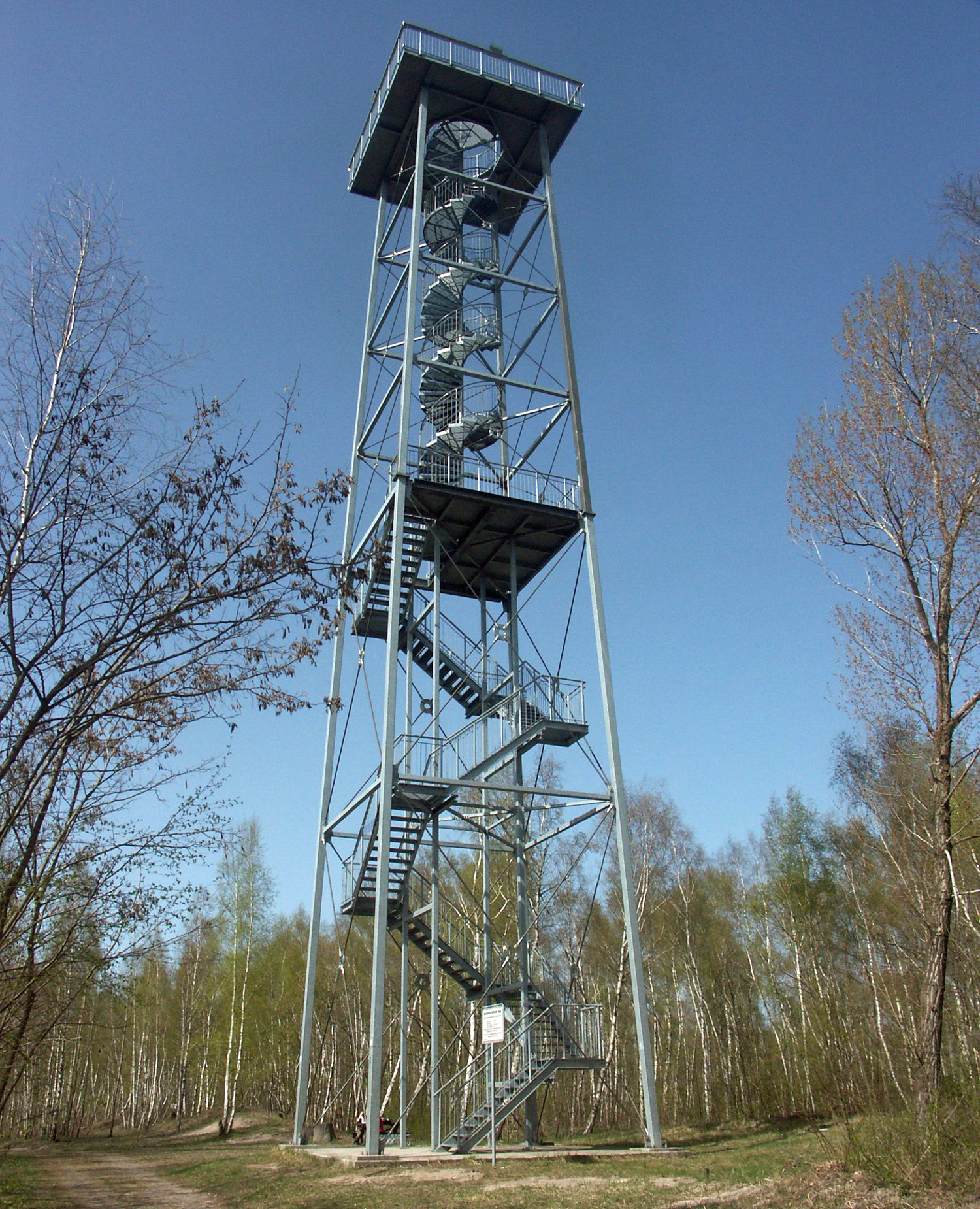
Aussichtsturm auf der Halde Trages

### Geographische Lage
Trages liegt etwa 19,5 Kilometer südsüdöstlich der sächsischen Großstadt Leipzig. Westlich des Ortes befindet sich Halde Trages, die beim Aufschluss des Tagebaus Espenhain entstanden ist und eine der höchsten Erhebungen des Direktionsbezirks Leipzig darstellt.

### Nachbarorte
|        | Kömmlitz                                    |                              |
| Mölbis | Kompassrose, die auf Nachbargemeinden zeigt | Hainichen                    |
|        | Thierbach                                   | Kitzscher (Siedlung Neudorf) |

## Geschichte

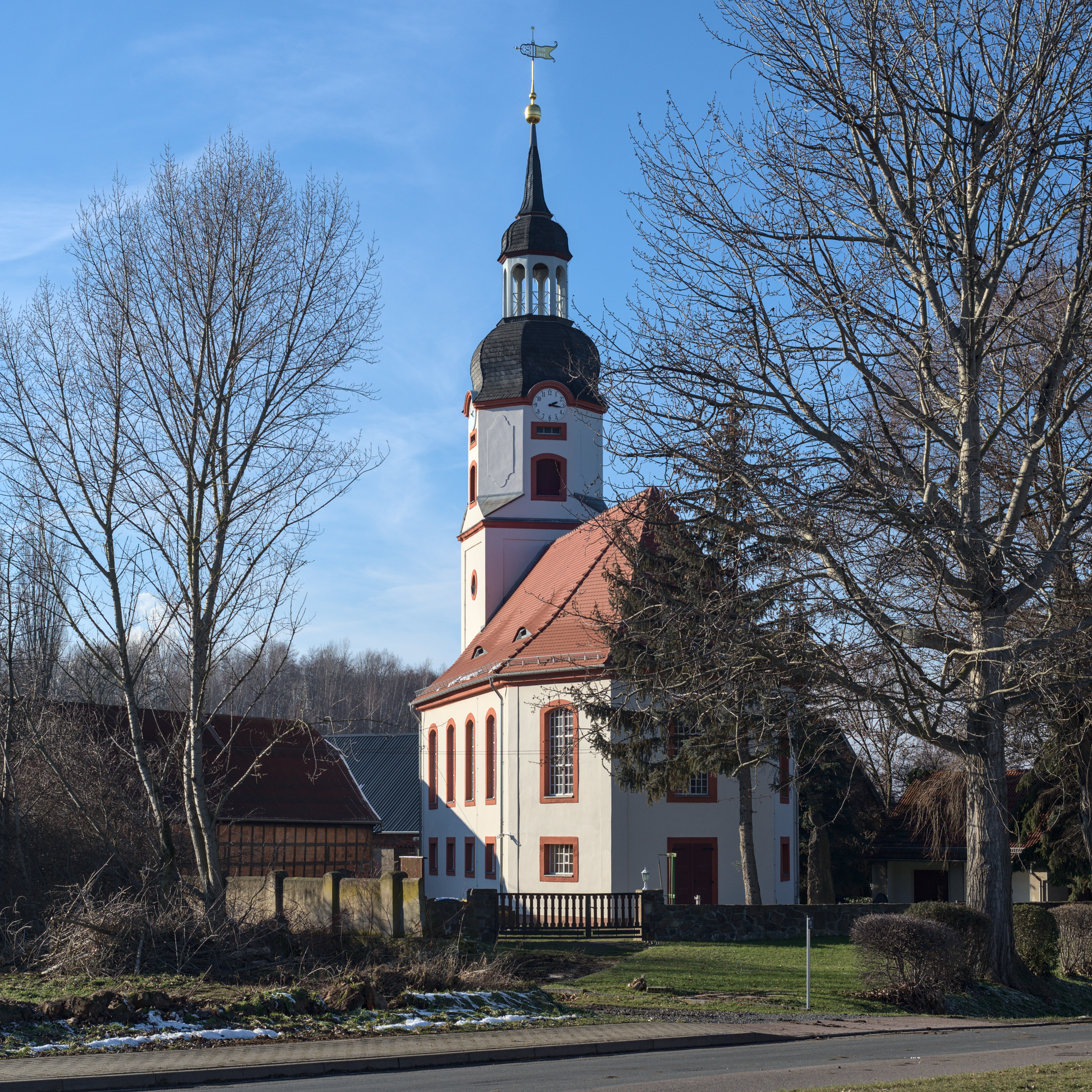
Andreaskirche Trages

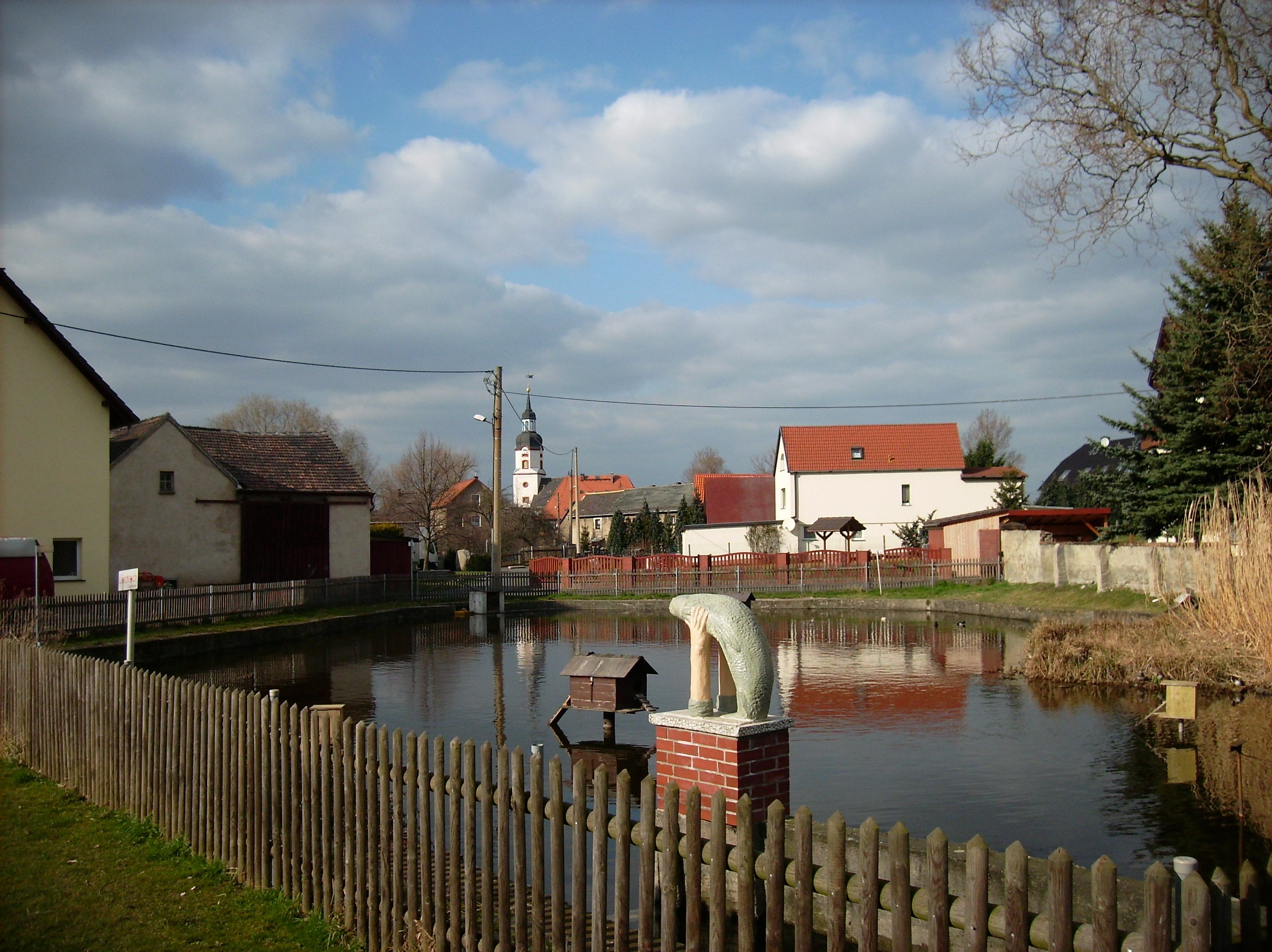
Dorfteich mit Blick zur Kirche

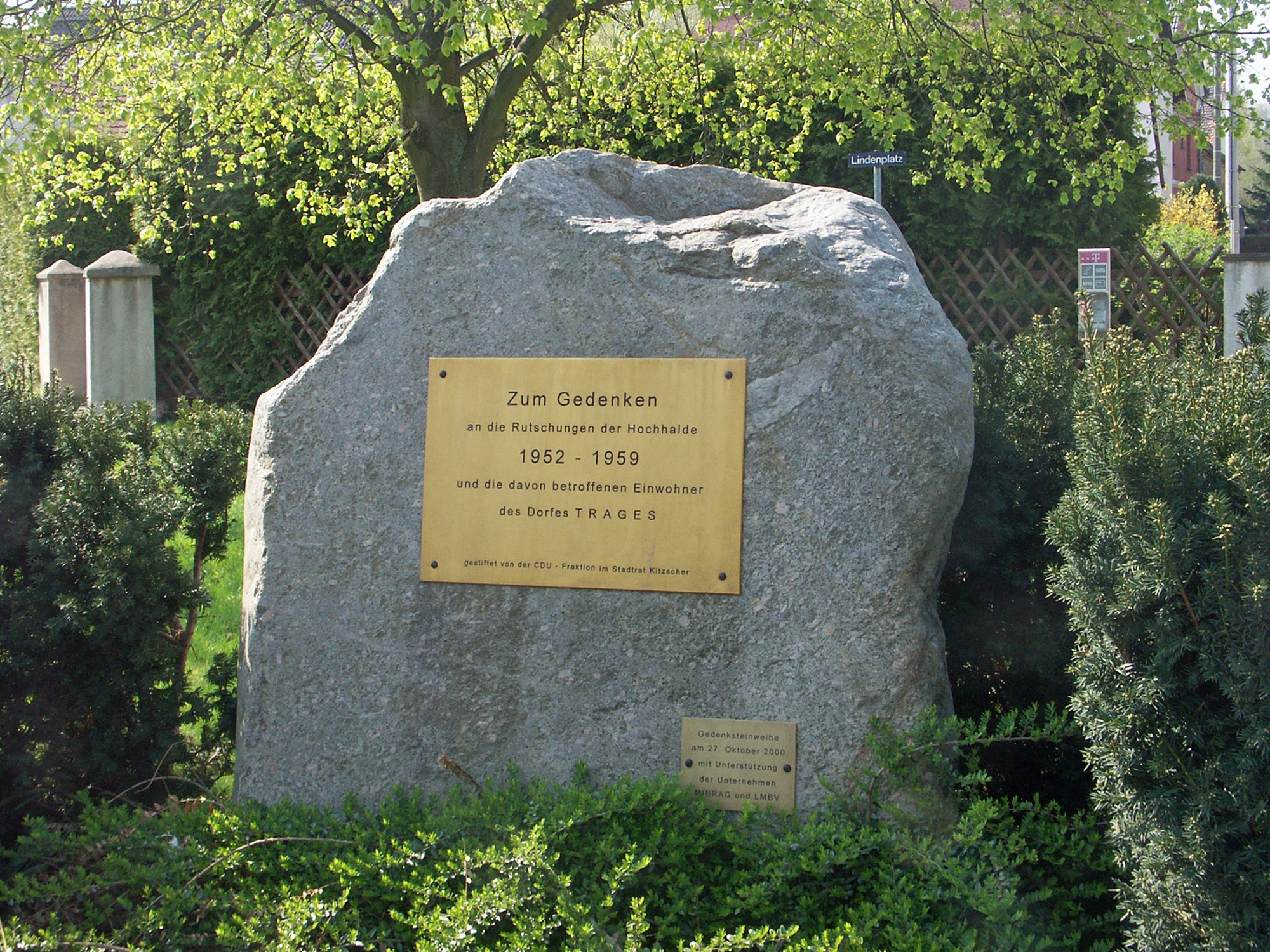
Gedenkstein für die von den Rutschungen der Halde Trages betroffenen Einwohner

Die Gegend von Trages war vermutlich bereits um das Jahr 600 von Sorben besiedelt. Erste Anzeichen für das Bestehen des Straßendorfs Trages datieren zu Beginn des 13. Jahrhunderts. In einer Urkunde des Leipziger Ratsarchivs aus dem Jahre 1216 wird ein Ritter Albertus de Droguz als Zeuge genannt, was auf die Existenz eines deutschen Herrensitzes am Nordrand des Ortes im Bereich des Kirch-, Pfarr- und Gutshofs deutet. Die erste belegte Ortsnamenform datiert von 1330 als Draguz. Im Deutschen Bauernkrieg 1524/25 waren auch 20 Männer aus Trages dabei. Einer von ihnen, ein Wortführer mit Namen Hans Krebs, wurde in Altenburg hingerichtet. Trages besaß bereits vor der Reformation eine Pfarrkirche, sie wurde 1739 wegen Baufälligkeit abgerissen und 1741 neu errichtet. Seit 1824 erklingt in ihr eine Orgel von Christian Carl David Beyer aus Großzschocher. Die Kirche des Nachbarorts Hainichen ist bis in die Gegenwart Filialkirche der Pfarrkirche Trages. 

Bezüglich der Grundherrschaft gehörte Trages im Jahr 1548 anteilig zum Rittergut Großzössen und als Amtsdorf zum kursächsischen Amt Borna. Der Rittergutsanteil von Trages unterstand im Jahr 1764 dem Rittergut Mölbis. August Schumann nennt 1824 im Staats-, Post- und Zeitungslexikon von Sachsen Trages betreffend u. a.: 

„[…] ein mittelmäßiges Pfarrkirchdorf […], welches die Obergerichte über das ganze Dorf, die Erbgerichte nur über die Hälfte übt, da die andre zum Rittergut Mölbis, also denen Brand v. Lindau gehört. <Diese zweite Hälfte, welche 6 Pferdner und 7 Gärtner mit 17 Hufen begreift, bildete früher ein eigenes Rittergut, wozu auch ein Theil von Hainichen gehörte, […]. Die Amsthälfte begreift nur 1 Pferdner, aber 12 Gärtner und noch mehr Häusler, und 1801 zählte sie 137 Consumenten. Tragis hat überhaupt gegen 300 Bewohner, 31 Hufen, 2 Windmühlen, 1 Gasthof am Wege von Borna nach Wurzen und Eilenburg. […] Zur Kirche, die zur Bornaischen Ephorie gehört, ist nur Tragis gepfarrt; Hainichen aber das Filial; […].“

Trages lag bis 1856 im kursächsischen bzw. königlich-sächsischen Amt Borna. Ab 1856 gehörte der Ort zum Gerichtsamt Borna und ab 1875 zur Amtshauptmannschaft Borna.
Als 1937 nördlich von Espenhain mit dem Aufschluss des Tagebaus Espenhain begonnen wurde, mussten die als erstes ausgehobenen Abraummassen untergebracht werden. Auf dem ausgewählten Kippengebiet westlich des namensgebenden Ortes Trages waren vorher Feldfluren und das Waldgebiet des Ober- und Untergebirkigt. Fehlende geotechnische Erfahrung bei der Verkippung und Vernachlässigung der Haldenentwässerung erzeugten die Gefahr von Rutschungen. Zwischen 1952 und 1959 gingen an der Ostböschung der Halde Trages neun Rutschungen ab, wovon eine am 12. Dezember 1958 bis in die Ortslage Trages reichte und dabei ein Anwesen zum Teil verschüttet wurde. Ein Gedenkstein erinnert seit dem 27. Oktober 2000 an diese Ereignisse.
Durch die zweite Kreisreform in der DDR im Jahr 1952 wurde die Gemeinde Trages dem Kreis Borna im Bezirk Leipzig angegliedert. Am 1. Juli 1976 wurde Trages nach Hainichen eingemeindet. Seit 1990 gehörte Trages als Ortsteil der Gemeinde Hainichen zum sächsischen Landkreis Borna, der 1994 im Landkreis Leipziger Land und 2008 im Landkreis Leipzig aufging. Mit der Eingemeindung von Hainichen in die Stadt Kitzscher ist Trages seit dem 1. Januar 1998 ein Ortsteil von Kitzscher.
Zwischen 2018 und 2022 wird Trages an die zentrale Abwasserentsorgung angeschlossen.

### Entwicklung der Einwohnerzahl
| Jahr    | Einwohnerzahl                            |
| ------- | ---------------------------------------- |
| 1548/51 | 24 besessene Mann, 20 Inwohner, 31 Hufen |
| 1764    | 27 besessene Mann, 14 Häusler, 31 Hufen  |
| 1834    | 233                                      |
| 1871    | 268                                      |

| Jahr | Einwohnerzahl |
| ---- | ------------- |
| 1890 | 278           |
| 1910 | 237           |
| 1925 | 256           |
| 1939 | 215           |

| Jahr | Einwohnerzahl |
| ---- | ------------- |
| 1946 | 413           |
| 1950 | 379           |
| 1964 | 216           |